# بيل كالدر
بيل كالدر (بالإنجليزية: Bill Calder)‏ هو لاعب كرة قدم بريطاني، ولد في 28 سبتمبر 1934 في غرينوك في المملكة المتحدة. لعب مع أكسفورد يونايتد وليستر سيتي وماكليسفيلد تاون ونادي بوري ونادي روتشديل.